# Pellene

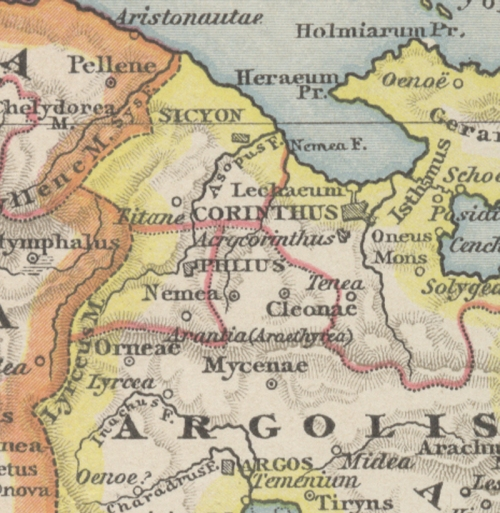
Geographische Lage von Pellene

Pellene (altgriechisch Πελλήνη (f. sg.)) ist eine antike griechische Polis auf der Peloponnes in der Landschaft Achaia, nahe dem Golf von Korinth an der Grenze zur Argolis. Der Stadtstaat grenzte im Südosten durch den Fluss Sythas getrennt an Sikyon und lag etwa 35 km nordwestlich von Korinth.
Die Überreste der antiken Stadt Pellene befinden sich in der Nähe der griechischen Stadt Xilokastro. In Pellene stand ein Kolossalbild der Athene des griechischen Künstlers Pheidias.

## Geschichte
Etwa Mitte des 7. Jahrhunderts v. Chr. stand Orthagoras, ein Aristokrat aus der Nachbarstadt Sikyon, in Auseinandersetzungen mit Pellene. Doch erst dessen Nachfolger Kleisthenes gelang es, den Streit siegreich zu beenden.